# Bunyoro
Bunyoro este un regat din vestul Ugandei. A fost unul dintre cele mai puternice regate din Africa Centrală și de Est din secolul al XIII-lea până în secolul al XIX-lea. Este condus de Omukama (rege) de Bunyoro. Actualul conducător este Solomon Iguru I, al 27-lea Omukama de Bunyoro-Kitara.
Poporul din Bunyoro este cunoscut ca Nyoro ori Banyoro (singular: Munyoro) (Banyoro are sensul de "Poporul din Bunyoro"); limba vorbită se numește Nyoro (cunoscută și ca Runyoro). În trecut, economia tradițională se baza pe vânătoare de animale mari: elefanți, lei, leoparzi și crocodili. Astăzi, principala ocupație este în agricultură, sunt cultivate banane, mei, manioc, igname, bumbac, tutun, cafea și orez. Credința principală este creștinismul.

## Istorie
Regatul Bunyoro a fost înființat în secolul al XVI-lea de către Rukidi-Mpuga din porțiunea de nord a Regatului Songora, cunoscut și sub numele de Imperiul Chwezi sau Imperiul Kitara. Fondatorii Bunyoro erau cunoscuți ca Bacwezi, un popor care i-a succedat pe Batembuzi.

## Legături externe
- Regele Angliei cauta sa-l dezvete pe omologul sau sa mai taie urechile muzicantilor si mainile telegrafistilor, evenimentulistoric.ro